# She Slept Through It All
She Slept Through It All è un cortometraggio muto del 1913. Il nome del regista non viene riportato nei credit del film che aveva come interpreti King Baggot, Jane Fearnley e Violet Horner.

## Produzione
Il film fu prodotto dall'Independent Moving Pictures Co. of America (IMP).

## Distribuzione
Il film uscì nelle sale cinematografiche degli Stati Uniti il 6 gennaio 1913, distribuito dall'Universal Film Manufacturing Company.